# 아이언사이드 (1967년 드라마)
《아이언사이드》(Ironside)는 1967년 9월 14일부터 1975년 1월 16일까지 NBC에서 방영된 텔레비전 드라마이다. 샌프란시스코 경찰국 형사과 국장 로버트 T. 아이언사이드가 휴가 중에 총상을 입고 하반신 마비가 된 후 수사 자문으로 활약하는 모습을 그렸다.
2013년 NBC에서 블레어 언더우드, 파블로 슈라이버 등이 출연한 동명 리메이크 드라마를 방영하기 시작하였으나 시청률과 작품성 모두 낮은 평가를 받자 4화만에 종영하였다.
- 대한민국에서 1974년 1월 TBC 동양방송 첫 방영 받고 ~ 1980년 11월까지 방영 종료 받았다.
- 그리고 1981년 9월에 KBS2 TV 한국방송 잠시 방영 이동 받았고 1982년 8월까지 종료 받았다.
- 그리고 1982년 9월에 MBC 문화방송 첫 방영 이동 받고 바뀌고 맡기 되었다.
- 그리고 1983년 7월까지 종료 받았다.

## 출연
- 레이먼드 버 - 로버트 T. 아이언사이드 형사과 국장 역
- 돈 갤러웨이 - 에드 브라운 경사 역
- 바버라 앤더슨 - 이브 휫필드 순경 역
- 돈 미첼 - 마크 생어 (후에 순경) 역
- 엘리자베스 바워 - 프랜 벨딩 순경 역
- 진 라이언스 - 경찰청장 데니스 랜들 역